# Wesley Rangel
Wesley Oliveira Rangel (Iramaia, 1950 — Salvador, 6 de janeiro de 2016) foi um produtor musical brasileiro, criador do estúdio de gravação WR Estúdios, um dos responsáveis pelo fenômeno da axé music.

## Biografia
Rangel mudou-se para a capital da Bahia em 1967, onde se formou em administração de empresas e em direito, especializando-se em direitos autorais, sendo representante local de uma das maiores representantes no país do setor.
Fundou o WR Estúdios, gravadora que lançou e projetou artistas como Luiz Caldas, Ivete Sangalo, Edson Gomes, Daniela Mercury, além de produzir trabalhos de Juca Chaves e de bandas como Olodum, Chiclete com Banana, É o Tchan!, Terra Samba, entre outros, que a partir dali viriam a ser conhecidos nacionalmente.
Por volta de 2010, foi diagnosticado com câncer de próstata e, após cinco anos lutando com a metástase óssea, veio a falecer na madrugada de 6 de janeiro de 2016 aos 65 anos. Após ter sido velado, foi cremado na tarde daquele mesmo dia no Cemitério Jardim da Saudade.

## Homenagens
Um documentário que registrou os trinta anos do axé, lançado pouco após sua morte, Rangel foi lembrado por sua importância no mercado fonográfico baiano. O carnaval daquele ano na capital também homenageou o produtor.